# Manchester City Football Club 2002-2003
Questa pagina raccoglie i dati riguardanti il Manchester City Football Club nelle competizioni ufficiali della stagione 2002-2003.

## Stagione
La stagione 2002-2003 è stata l'ultima del City giocata al Maine Road prima del trasferimento al City of Manchester Stadium. In occasione di questo evento, la società ha modificato il simbolo della squadra per la sola stagione corrente sostituendo il motto "Superbia In Proelia" con "Maine Road 1923-2003".
Il City, si qualificò alla Coppa UEFA dell'anno successivo in quanto vincitore del UEFA Fair Play ranking.

## Divise e sponsor
Lo sponsor tecnico per la stagione 2002-2003 è Le Coq Sportif, mentre lo sponsor ufficiale è First Advice.

## Rosa
Fonte:
| N. |                             | Ruolo | Calciatore        |
| -- | --------------------------- | ----- | ----------------- |
| 1  | Danimarca (bandiera)        | P     | Peter Schmeichel  |
| 2  | Francia (bandiera)          | D     | David Sommeil     |
| 3  | Danimarca (bandiera)        | D     | Niclas Jensen     |
| 4  | Paesi Bassi (bandiera)      | D     | Gerard Wiekens    |
| 5  | Francia (bandiera)          | D     | Sylvain Distin    |
| 6  | Irlanda del Nord (bandiera) | C     | Kevin Horlock     |
| 7  | Inghilterra (bandiera)      | A     | Darren Huckerby   |
| 8  | Algeria (bandiera)          | C     | Ali Benarbia      |
| 9  | Costa Rica (bandiera)       | A     | Paulo Wanchope    |
| 10 | Bermuda (bandiera)          | A     | Shaun Goater      |
| 11 | Inghilterra (bandiera)      | A     | Jon Macken        |
| 12 | Inghilterra (bandiera)      | P     | Nicky Weaver      |
| 13 | Francia (bandiera)          | C     | Christian Negouai |
| 14 | Israele (bandiera)          | C     | Eyal Berkovic     |
| 15 | Norvegia (bandiera)         | D     | Alf Inge Håland   |
| 16 | Scozia (bandiera)           | D     | Paul Ritchie      |

| N. |                        | Ruolo | Calciatore            |
| -- | ---------------------- | ----- | --------------------- |
| 17 | Cina (bandiera)        | D     | Sun Jihai             |
| 19 | Australia (bandiera)   | C     | Danny Tiatto          |
| 20 | Inghilterra (bandiera) | P     | Carlo Nash            |
| 21 | Argentina (bandiera)   | A     | Matías Vuoso          |
| 22 | Irlanda (bandiera)     | D     | Richard Dunne         |
| 23 | Camerun (bandiera)     | C     | Marc-Vivien Foé       |
| 24 | Inghilterra (bandiera) | D     | Steve Howey           |
| 25 | Camerun (bandiera)     | D     | Lucien Mettomo        |
| 27 | Danimarca (bandiera)   | D     | Mikkel Bischoff       |
| 29 | Inghilterra (bandiera) | C     | Shaun Wright-Phillips |
| 31 | Algeria (bandiera)     | C     | Djamel Belmadi        |
| 32 | Danimarca (bandiera)   | P     | Kevin Stuhr Ellegaard |
| 33 | Inghilterra (bandiera) | A     | Robbie Fowler         |
| 39 | Francia (bandiera)     | A     | Nicolas Anelka        |
| 40 | Inghilterra (bandiera) | A     | Chris Shuker          |
| 41 | Inghilterra (bandiera) | C     | Joey Barton           |